# Lukačovce
Lukačovce es un municipio del distrito de Humenné en la región de Prešov, Eslovaquia, con una población estimada a final del año 2024 de 443 habitantes.
Se encuentra ubicado al sureste de la región, cerca de los ríos Cirocha y Laborec (cuenca hidrográfica del río Tisza) y de la frontera con la región de Košice.

## Demografía
| Año        | 1994 | 2004    | 2014    | 2024    |
| ---------- | ---- | ------- | ------- | ------- |
| Población  | 502  | 507     | 465     | 443     |
| Diferencia |      | +0,99 % | −8,28 % | −4,73 % |

| Año        | 2023 | 2024    |
| ---------- | ---- | ------- |
| Población  | 450  | 443     |
| Diferencia |      | −1,55 % |